# ديفيد بروس إنغرام
ديفيد بروس إنغرام (بالإنجليزية: David Ingram)‏ هو فيلسوف أمريكي، ولد في 27 يناير 1952.